# Sri Lanka na Mistrzostwach Świata w Lekkoatletyce 2013
Sri Lanka na Mistrzostwach Świata w Lekkoatletyce 2013 – reprezentacja Sri Lanki podczas mistrzostw świata w Moskwie liczyła 8 zawodników.

## Występy reprezentantów Sri Lanki

### Mężczyźni
| Konkurencja        | Zawodnik | Eliminacje | Eliminacje | Półfinał | Półfinał | Finał    | Finał   |
| Konkurencja        | Zawodnik | Rezultat   | Pozycja    | Rezultat | Pozycja  | Rezultat | Pozycja |
| ------------------ | --- | ---------- | ---------- | -------- | -------- | -------- | ------- |
| Sztafeta 4 × 400 m | Dilhan Aloka Chanaka Kalawala Priyashantha Dulan Kasun Kalhar Seneviratne Madduma Silva Y.G.A.M. Gunarathne | 3:06,59    | 24.        | —        | —        | NQ       | NQ      |

Kursywą zawodnicy rezerwowi.

### Kobiety
| Konkurencja                | Zawodniczka              | Eliminacje | Eliminacje | Półfinał | Półfinał | Finał    | Finał   |
| Konkurencja                | Zawodniczka              | Rezultat   | Pozycja    | Rezultat | Pozycja  | Rezultat | Pozycja |
| -------------------------- | ------------------------ | ---------- | ---------- | -------- | -------- | -------- | ------- |
| Bieg na 400 m przez płotki | Christine Sonali Merrill | DSQ        | DSQ        | NQ       | NQ       | NQ       | NQ      |
| Rzut oszczepem             | Nadeeka Lakmali          | 60,39      | 12. q      | —        | —        | 58,16    | 12.     |